# Ciudad Vieja
Ciudad Vieja – miasto w Gwatemali, w departamencie Sacatepéquez; 34 100 mieszkańców (2006). Przemysł spożywczy, włókienniczy.
W roku 1527 do historycznego Ciudad Vieja przeniesiona została stolica Majów K'iche z Iximché. Dokonał tego konkwistador Pedro de Alvarado. Czternaście lat później miasto to zostało zniszczone przez erupcję wulkanu, zaś stolica Majów przeniesiona została do Antigua Guatemala.